# 茨木保
茨木 保（いばらき たもつ、1962年 1月5日- ）は日本の漫画家、産婦人科医師（医学博士）。大阪府出身。東京都在住。

## 人物
1962年、6人兄弟の末っ子として生まれる。実家は東大阪市で町工場を経営していた。兄は通信工学者の茨木久。小学校4年の時に読んだ手塚治虫の『火の鳥』に衝撃を受け、医師免許を持つ漫画家である手塚への憧れから、医師と漫画家を志す。
1980年大阪府立高津高等学校卒業。同年奈良県立医科大学入学。医大生1年生の時、手塚が大学祭の講演に来た際、面談の機会を得る。茨木が「医師と漫画家両方を目指している」ことを告げると、手塚は「ボクみたいな落伍者にならず、医者になってください」と諭したが、漫画については、真剣に話を聞いたという。その翌年、投稿作が『週刊少年ジャンプ』の「手塚賞」の最終選考に選出されるが、受賞は逃している。
1986年奈良県立医科大学卒業。同年同大学産婦人科医局入局。1989年 京都大学ウイルス研究所で発がん遺伝子の分子生物学的研究に携わる傍ら、持ち込んだ原稿『遠い手紙』が『週刊ヤングジャンプ』月例新人賞佳作を受賞。『ヤングジャンプ増刊号』に掲載され、プロデビュー。デビュー作が掲載されたのは奇しくもヤングジャンプの手塚治虫追悼号だった。
その後、「青年漫画大賞」など計8度にわたり集英社の新人賞に入賞。1991年奈良県立医科大学大学院博士課程修了。勤務医を続けながら、医学や看護学の専門書を中心に、漫画家・イラストレーターとして活躍。大和成和病院婦人科部長を経て、2006年、いばらきレディースクリニックを開設する。
2000年より『週刊ヤングサンデー』にて『Dr.コトー診療所』の医学監修を担当し、構成や作画資料など幅広い制作協力を務める。同作はフジテレビでドラマ化され、大ヒット作となる。本作の人気の原因について、茨木は「医療不信が強い今だからこそ、注目が集まっているのかもしれません」と語っている。以後、多くの漫画の医学監修を担当。『コード・ブルー ドクターヘリ緊急救命』など、テレビドラマの監修、制作協力なども数多く手掛ける。『コード・ブルー』に登場する医師、橘啓輔の人物設定は、茨木の臨床経験をベースにしたものだと、プロデューサーが語っている。
2006年より『週刊日本医事新報』にて医師の悲哀をユーモラスに描いた『がんばれ！猫山先生』の連載を開始。同作は医療関係者の支持を集め16年間の長期連載となった。2022年、理化学研究所・編集工学研究所共同プロジェクト 「科学道100冊」に『まんが医学の歴史』が選出されている。
漫画、イラストに加え、エッセイや小説なども発表している。

### 作風
等身大の医師の日常を描く軟らかな作品が主体だが、医学史や偉人を主人公とした硬質な作品も多い。
専門書のイラストでは「漫画を通して難しいものをわかりやすく」がモットー。自身が描く漫画調のメディカルイラストレーションを「メディカルカートゥーン（メディカルカトゥーン）」と呼んでいる。猫好きで子供の頃から猫を飼っており、作品にはたびたび擬人化した猫が登場する。万博好きで、自身が作成する「世界の科学の流れを面白く見せる漫画」を「一人万博」と表現している。父親の田舎が寺であり、自分の漫画にも仏教の影響を感じると語っている。

## 作品

### 単行本
- 『患者さんゴメンナサイ』2005年（PHP研究所）
- 『がんばれ!猫山先生』全 7 巻 2008年～2022年（日本医事新報社）
- 『まんが医学の歴史』2008年（医学書院）
- 『発見！しごと偉人伝 医師という生き方』2010年（ぺりかん社）
- 『研修医山田（じゃまだ）君 トリロジー』2012年（三輪書店）
- 『ナイチンゲール伝 図説看護覚書とともに』2014年（医学書院）
- 『まんが人体の不思議』2017年（筑摩書房）
- 『間（あわい）～産婦人科医 那須悠介のカルテ～』2022年（アメージング出版）
- 『北里柴三郎 日本近代医学を築いた肥後もっこす』2022年（講談社）

#### 海外版
・まんが医学の歴史
- 『漫畫醫學史』（合記圖書出版社・台湾）
- 『만화로보는의학의역사』（군자출반사 君子出版社・韓国）
- 『漫画医学五千年』（求真出版社/中国盲文出版社・中国）

・ナイチンゲール伝 図説看護覚書とともに
- 『나이팅게일평전』（군자출반사 君子出版社・韓国）

・まんが人体の不思議
- 『不可思议的人体』（北京联合出版公司/后浪出公司・中国）
- 『漫畫人體百科，從零開始的解剖生理學』（晶冠出版有限公司・台湾）

### イラスト担当書籍
- 『受ける？受けない？冠状動脈バイパス手術』南淵明宏 著 1998年（日本アクセルシュプリンガー出版）
- 『やってはいけないケアと処置』2001年（照林社）
- 『ビジュアルノート』2002年（メディックメディア）
- 『研修医当直御法度症例帖』寺沢秀一 著 2002年（三輪書店）
- 『実践 人工心肺』南淵明宏 著 2002年（医学書院）
- 『突然死 あなたは大丈夫？』南淵明宏 著 2003年（日本経済新聞社）
- 『心臓は語る』南淵明宏 著 2003年（PHP研究所）
- 『研修医とっておきの話』岡田 定 編 2006年（三輪書店）
- 『ナースのちから』南淵明宏 著 2006年（三輪書店）
- 『ナースの常識！？医者の非常識！？』南淵明宏 著 2007年（中山書店）
- 『私立医大の英語』西村真澄 編著 2007年（教学社）
- 『生活を支える高次脳機能リハビリテーション』橋本圭司 著 2008年（三輪書店）
- 『異端の系譜』南淵明宏 著 2009年（三輪書店）
- 『医学英語 Communication＆Writing 能力アップ！』土屋治、西村真澄、David Chart 著 2012年（金芳堂）
- 『医師になるには』小川明 著 2013年（ぺりかん社）
- 『発達を支える！子どものリハビリテーション』橋本圭司 著 2013年（三輪書店）
- 『医師のためのアンガーマネジメント』分担執筆 2019年（日本医事新報社）
- 『知ってるつもりの放射線読本―放射線の基礎知識から、福島第一原発事故による放射線影響、単位㏜の理解まで』福本学 編著 2023年（三輪書店）
- 『研修医・医学生・看護師のための臨床力がアップする病理解剖活用術』田村浩一 著 2024年（三輪書店）

### 書籍監修
- 『Dr.コトー診療所』山田貴敏 著 2000年～（小学館）
- 『このSを、見よ! クピドの悪戯』北崎拓 著 2009年～2013年（小学館）
- 『医学のひみつ』 鵼（ぬえ）りつき 漫画 2014年（学研教育出版）
- 『iPS 細胞と人体のふしぎ 33』小野寺祐紀 著 2017年（講談社）
- 『バカレイドッグス』矢樹純 原作/青木優 漫画 2018年（講談社）
- 『ワンダーしぜんランド からだのふしぎ』2018年（世界文化社）
- 『こども百科 もっと大図解：キッズペディア』2018年（小学館）
- 『ネコ博士が語る体のふしぎ』ドミニク・ウォーリマン 文/ベン・ニューマン 絵/野口絵美 訳 2019年（徳間書店）
- 『バカレイドッグス Loser』矢樹純 原作/青木優 漫画 2019～2021年（講談社）
- 『妊活夫婦』駒井千紘 著 2021年（comico）
- 『なぜなぜはっけん！クイズ絵本』 2022年（チャイルド本社）
- 『学習まんが 世界の伝記NEXT　中村哲』二尋 鴇彦 まんが/和田 奈津子 シナリオ/ペシャワール会  監修協力 2023年（集英社）
- 『すすめ！おなかの中たんけん』平田昌広 文/鈴木アツコ 絵 2025年（チャイルド本社）

### ドラマ監修・制作協力
- 『Dr.コトー診療所 2006』4.7.11話 2006年（フジテレビ）
- 『はだしのゲン』後編 2007年（フジテレビ）
- 『コード・ブルー ドクターヘリ緊急救命』2008年（フジテレビ）
- 『コード・ブルー ドクターヘリ緊急救命 スペシャル』2008年（フジテレビ）
- 『コード・ブルー ドクターヘリ緊急救命 セカンドシーズン』2010年（フジテレビ）
- 『大切なことはすべて君が教えてくれた』2011年（フジテレビ）
- 『海の上の診療所』9 話 2013年（フジテレビ）
- 『ドクターX〜外科医・大門未知子〜～3』3話 2014年（テレビ朝日）
- 『コード・ブルー ドクターヘリ緊急救命 サードシーズン』2017年（フジテレビ）
- 『グッドドクター』7 話 2018年（フジテレビ）
- 『劇場版 コード・ブルー ドクターヘリ緊急救命』2018年（フジテレビ/東宝）
- 『アライブ がん専門医のカルテ』1 話、9 話 2020年（フジテレビ）
- 『アンサングシンデレラ 病院薬剤師の処方箋』6 話、11 話 2020年（フジテレビ）
- 『ルパンの娘 2020』2 話 2020 年（フジテレビ）
- 『劇場版 Dr.コトー診療所』 2022 年（フジテレビ/東宝）